# Haworthia veltina
Haworthia veltina är en grästrädsväxtart som beskrevs av M. Hayashi. Haworthia veltina ingår i släktet Haworthia och familjen grästrädsväxter. Inga underarter finns listade i Catalogue of Life.